# Oriol Bohigas

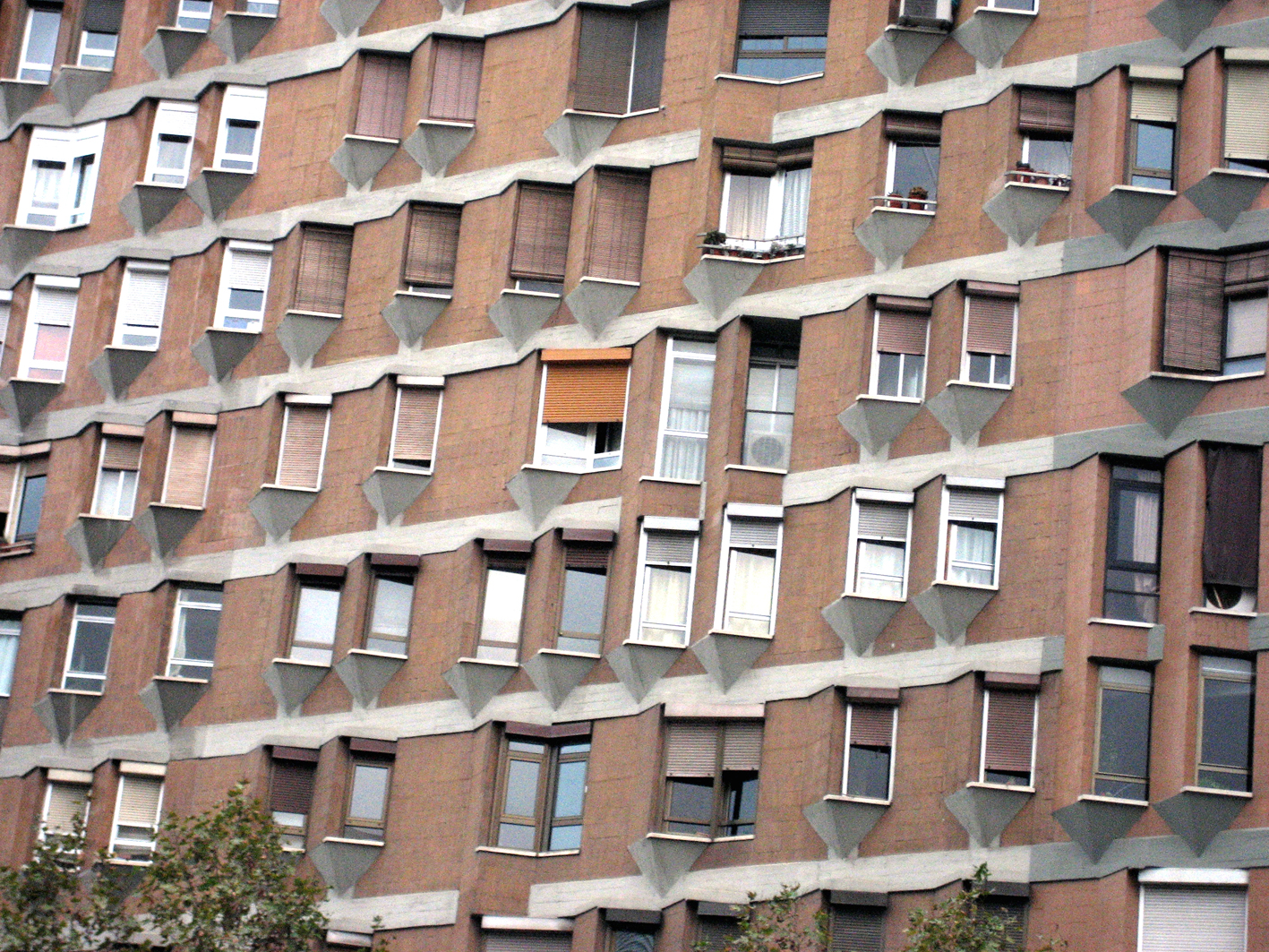
Edifici Meridiana

Oriol Bohigas i Guardiola (Barcellona, 20 dicembre 1925 – Barcellona, 30 novembre 2021) è stato un architetto e urbanista spagnolo.

## Biografia
Bohigas ha insegnato Composizione architettonica presso la Scuola Tecnica Superiore di Architettura di Barcellona, che ha diretto dal 1977 al 1980. È stato visiting professor presso numerose università. Negli ultimi anni di carriera è stato professore benemerito presso il Politecnico di Barcellona. È morto a Barcellona il 30 novembre 2021 a quasi 96 anni.

## Carriera
La vita professionale di Bohigas iniziò subito dopo gli studi, nel 1951. In quell'anno creò uno studio di progettazione insieme a Josep Martorell. L'inizio della carriera fu segnato dalla realizzazione di alcuni importanti progetti residenziali e di residence turistici che connoteranno l'intera carriera dell'architetto catalano. Nel 1961 David Mackay si unì allo studio e da allora la M/B arquits diventò MBM Arquitects, che tutt'oggi ha la reputazione di essere uno degli studi di architettura più importanti in Europa.
L'ingresso di Mackay determinò una svolta nella attività professionale di Bohigas in quanto, da allora, lo studio cominciò a cimentarsi con la progettazione di edifici ad uso pubblico come ospedali, scuole, chiese, teatri e centri civici in tutta la Spagna, durante tutti gli anni sessanta e settanta.
Tali esperienze hanno maturato la fama di Bohigas come grande architetto ed urbanista suffragata da svariati premi e da importanti incarichi come quello della direzione della Scuola Tecnica Superiore di Architettura di Barcellona, che ha diretto dal 1977 al 1980 o come quello conferitogli dal comune di Barcellona di Soprintendente dei Servizi di Urbanistica (1980-1984).
Negli anni ottanta la fama di Bogihas è cresciuta culminando con l'affidamento del progetto per la città olimpica di Barcellona e la direzione del coordinamento dei lavori per le Olimpiadi del 1992. A tale periodo è da ricollegare la riapertura di una spiaggia all'interno dell'area urbana di Barcellona con la profonda riqualificazione dell'ex area industriale di Barceloneta: è stato un intervento fondamentale per la vita dei cittadini, per il turismo e per l'ambiente di Barcellona. Da quel momento, Bohigas è stato annoverato tra i più importanti architetti ed urbanisti europei ed ha ricevuto importantissimi riconoscimenti come, nel 1999, il premio Città di Barcellona nonché la Medaglia d'oro del Royal Institute of British Architects.
Negli ultimi 45 anni, ha realizzato con il suo studio oltre cinquecento opere architettoniche e urbanistiche in Francia, Germania, Paesi Bassi, Brasile e Messico.

## Bohigas in Italia

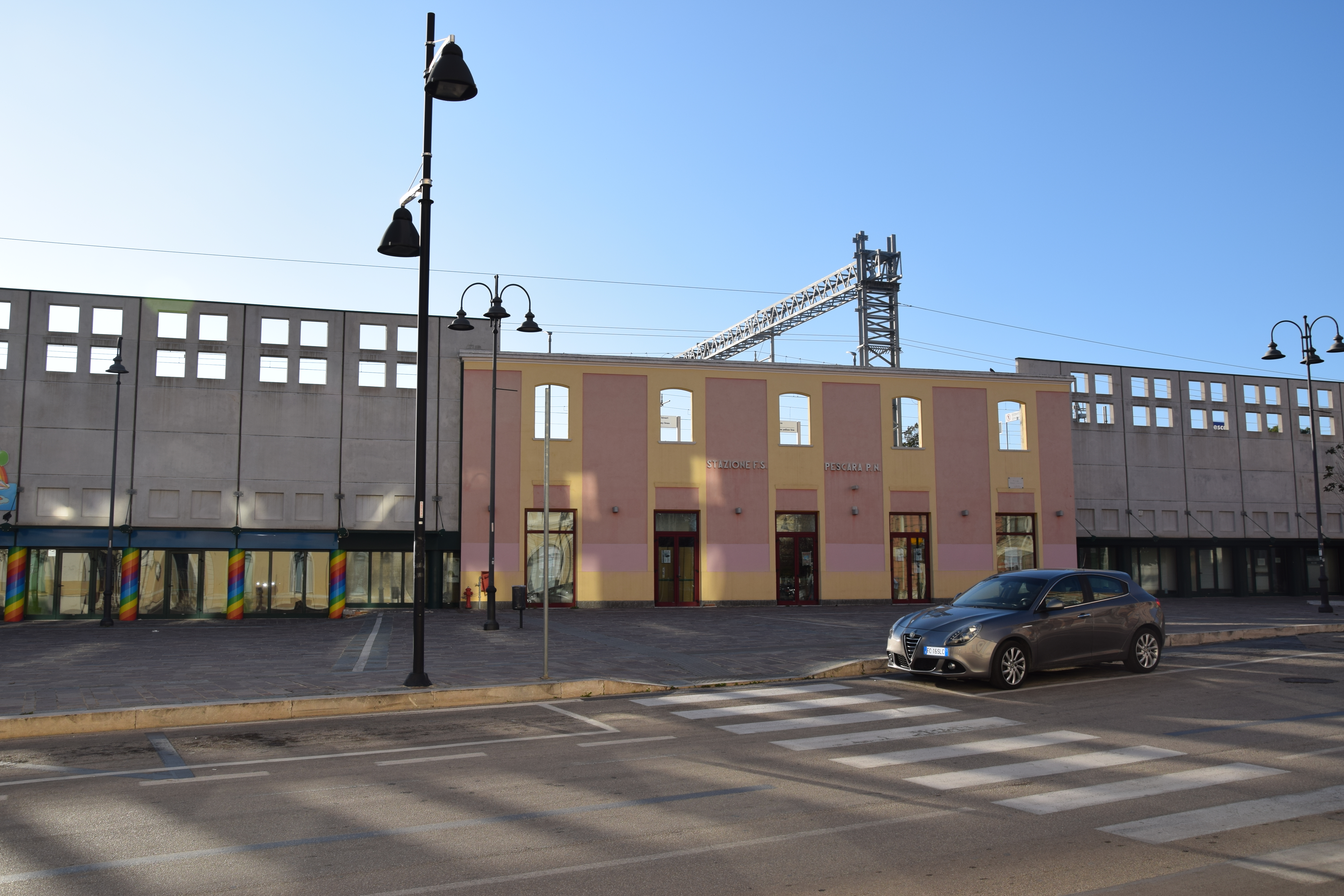
La facciata della vecchia stazione Pescara Porta Nuova, preservata nel nuovo edificio

Bohigas ha realizzato alcuni interventi urbanistici anche in Italia. Nel 1999 ha realizzato il progetto iniziale, Portanuova 2000, di ricostruzione dell'area della seconda stazione ferroviaria di Pescara, collaborando con Franco Summa sul dibattito attorno alla riqualificazione urbana, e nel 2003 ha elaborato il piano regolatore della città di Salerno e gli è stato affidato il progetto per il riassetto urbanistico del fronte mare di Mola di Bari e di diverse aree di Parma. Il 6 marzo 2008 ha presentato, al Comune di Messina, un progetto urbanistico per una promenade sulla costa tirrenica tra Mortelle e Tono.